# Voyageurs National Park
Voyageurs National Park is een nationaal park in de Amerikaanse staat Minnesota, op de grens met Canada. Bestuurlijk gezien ligt het in St. Louis en Koochiching County. Het werd opgericht in 1975.
Met zijn talrijke meren en baaien is het een paradijs voor excursies per kajak of kano. Het schiereiland Kabetogama is ideaal om te wandelen. Een van de vele meren is het Rainy Lake, dat gedeeltelijk in Canada ligt.
In het park leven onder andere de wolf en de Amerikaanse zeearend.

## Externe link

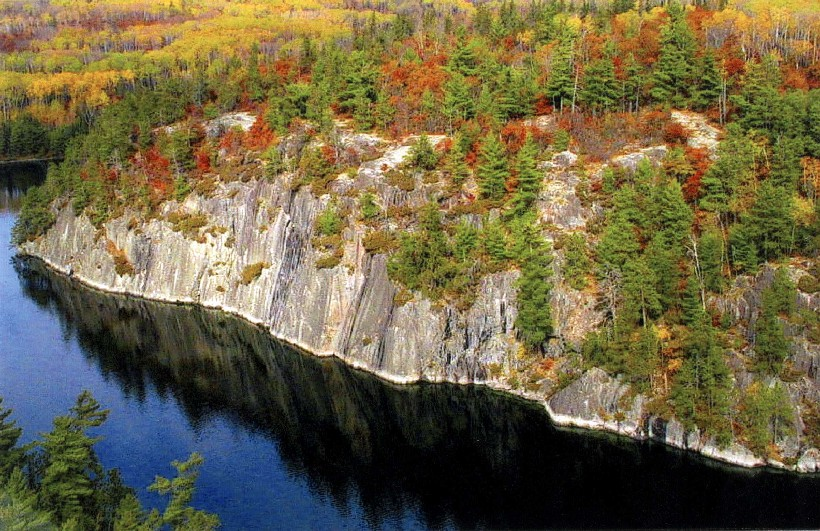
Voyageurs National Park